# Madivaruhuraa
Madivaruhuraa is een van de onbewoonde eilanden van het Faafu-atol behorende tot de Maldiven.